# Jean-Marie Hennin
 (mars 2022).
Si vous disposez d'ouvrages ou d'articles de référence ou si vous connaissez des sites web de qualité traitant du thème abordé ici, merci de compléter l'article en donnant les références utiles à sa vérifiabilité et en les liant à la section « Notes et références ».
Pour les articles homonymes, voir Hennin (homonymie).
Jean-Marie Hennin (né en 1950 à Gournay-en-Bray) est un architecte français.

## Biographie
Hennin effectue des études secondaires au lycée Félix Faure de Beauvais avant d’entrer à l’École nationale supérieure des beaux-arts de Paris. Il y rencontre son futur associé, Nicolas Normier, et obtient son diplôme d’architecte en 1977.
C’est également fin des années 1970 qu'ils constituent l’agence d’architecture  Hennin Normier.
Le premier concours gagné par l'agence, il y a 30 ans, un groupe scolaire dans les Vosges, préconisait des toitures solaires, marquant ainsi l'intérêt des concepteurs pour ce qui allait devenir le développement durable. Cette préoccupation ne les a jamais quittés et s'imprime toujours dans leurs projets.
Le quotidien professionnel, fait de tout type d'opérations, est régulièrement ponctué de projets « atypiques » : 
- le Chemin de la Liberté pour feu l'exposition universelle de 1989 à Paris, projet suivi des Tours de la Liberté dans le jardin des Tuileries pour le Bicentenaire de la Révolution française, avec l'ingénieur Peter Rice ; l'une des 2 Tours de la Liberté a été depuis réinstallée face à l'Hôtel de ville de Saint-Dié-des-Vosges.

- l’Avenue de l’Europe pour l'Exposition universelle de 1992 à Séville, sur l'île de La Cartuja, projet qui, outre ses qualités plastiques, offre un système de microclimatisation conçu avec l'Université de Séville et contribuera à abaisser les températures extérieures d'environ 7 °C ;L’avenue de l’Europe de l’Expo'92 de Séville

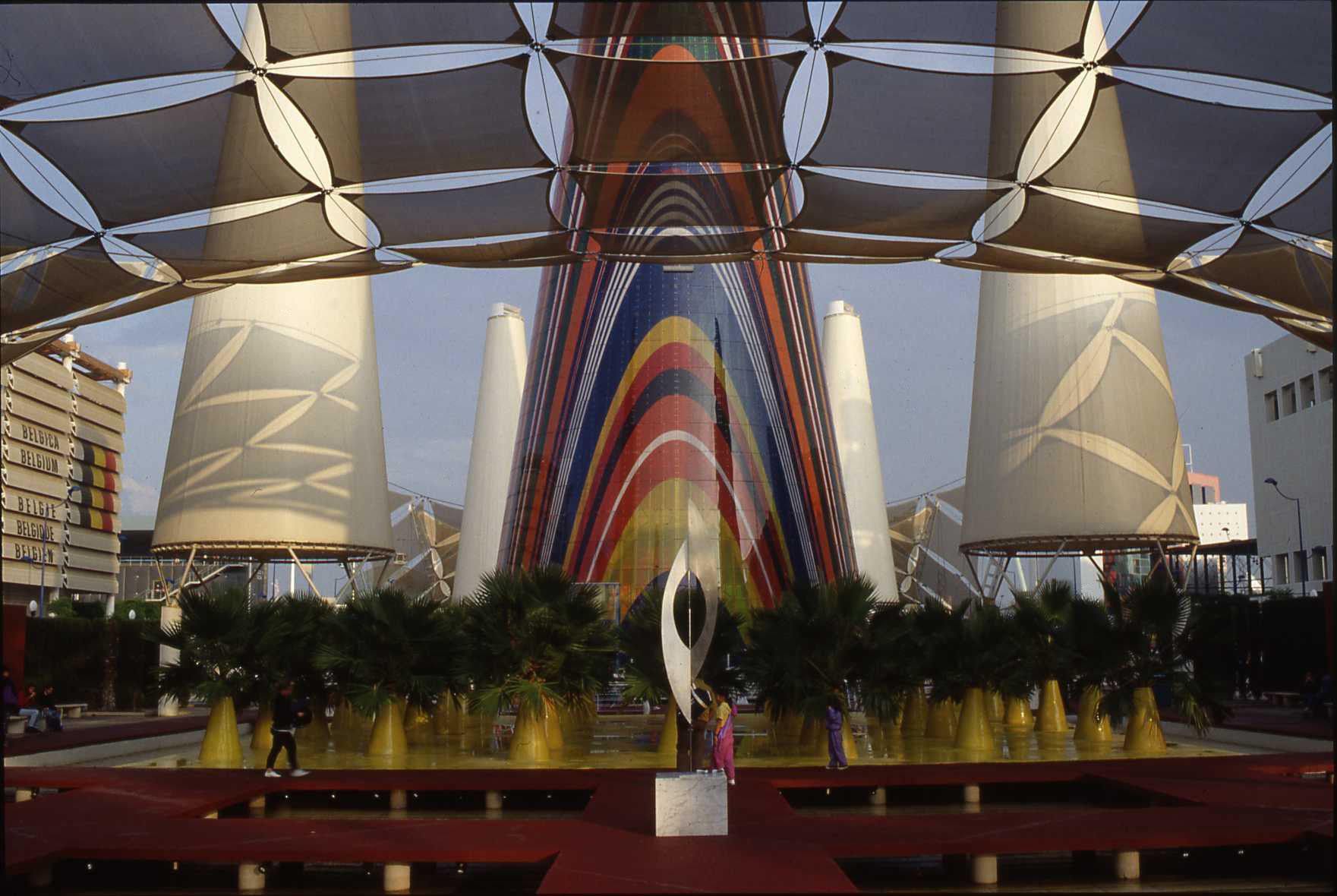
L’avenue de l’Europe de l’Expo'92 de Séville

- les Jardins des Fontaines à Contrexéville, succession de places et de fontaines monumentales en marbre de Carrare et lave émaillée, Les Fontaines de Contrexéville

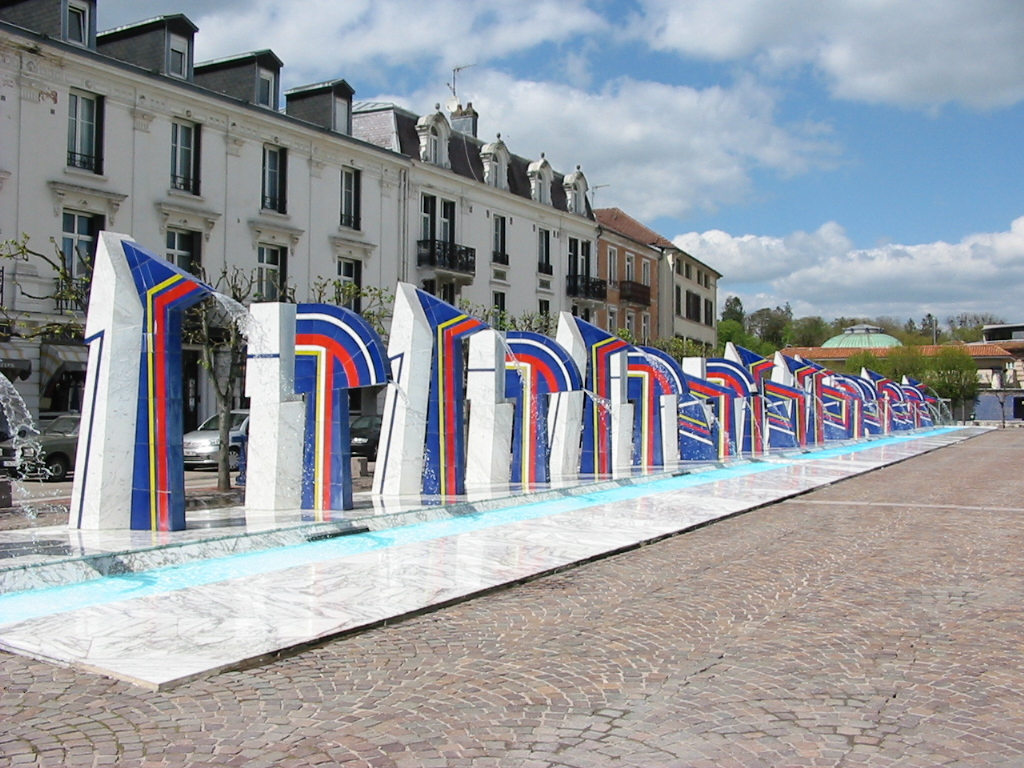
Les Fontaines de Contrexéville

- le Télébus de Rouen, transport en commun de 11 km par téléphérique, développé avec Pomagalsky, Bouygues et GTM ;Télébus de Rouen

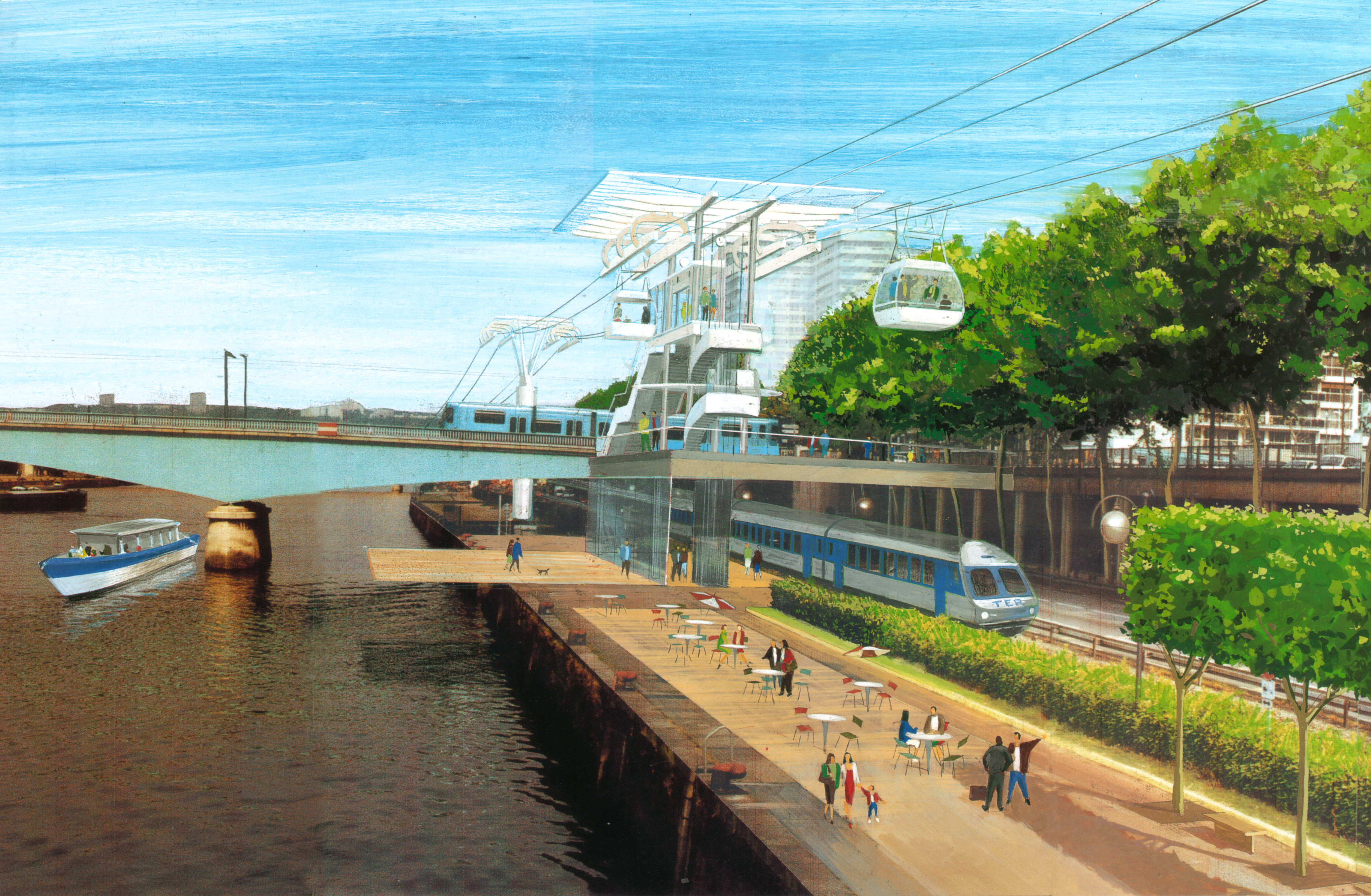
Télébus de Rouen

L'agence participe à de grands concours, nationaux et internationaux, qui permettent d'aborder la question de l'aménagement à toutes ses échelles :
- Grand stade de France à Saint-Denis, dont la couverture est constituée d'un immense anneau en bois et acier,
- aménagement des 1 000 ha d'Euro Val d'Oise,
- Prolongement de l'axe de La Défense : le territoire s'organise autour de la poésie d'un canal d'eau rectiligne, entre l'Arche et la Seine. (colauréat avec Roland Castro)
- Étude d'une passerelle de 800 m en structure bois pour relier le Mont Saint Michel au continent.

Tous ces projets, pour certains issus de propositions d’agence, ne connaîtront cependant pas le bonheur d’une réalisation.
Mais ils vaudront à leurs auteurs quelques distinctions : Grande Médaille de l’Académie d’Architecture, Prix du plus bel ouvrage de construction métallique.
Depuis les années 2000, Jean-Marie Hennin met en application une méthodologie de participation des habitants aux projets urbains, distinguée en 2005 par le Prix du Projet Citoyen de l'unsfa. 
Lancée sur la ZAC Paris Rive Gauche, la démarche a, depuis, largement débordé du cadre initial et conduit à développer le principe de « l’empreinte démocratique » d’un territoire, c’est-à-dire sa capacité à intégrer les habitants et les usagers dans l’ensemble des projets qui les concernent.
Ses travaux, études et réflexions sur la ville le conduisent à proposer une définition pour la ville durable : sédimentée et négociée, ces 2 caractères étant indissociables.
- Sédimentée : la ville est abordée comme une stratification de nappes successives, chacune produite par l'intelligence d'adaptation des hommes qui l'ont édifiée, avec leurs outils simples (les particules élémentaires : le point, la droite, l'alvéole, qui elles-mêmes s'assemblent en systèmes simples : le croisement, la trame, l'amas). La somme de ces nappes, que l'histoire s'ingénie à fusionner, témoigne d'une intelligence sédimentée, qui échappe aux hommes pour produire ses propres outils, complexes : les figures urbaines. Le "sixte quint", figure urbaine identifiée par Paul Claval (La Logique des villes, 1981), en est une parfaite illustration. Intervenir dans la ville aujourd'hui, consiste donc, dans un premier temps, à identifier ces figures complexes par un diagnostic sédimentaire pour, ensuite, les interroger sur leur capacité d'évolution et d'intégration du projet urbain contemporain.
- Négociée, en développant en particulier la participation évoquée ci-dessus, qui considère les habitants, usagers, citoyens, comme la troisième dimension du projet urbain, avec leur propre expertise de l'usage et du quotidien. L'expérience du terrain prouve que les effets induits, tels l'appropriation du projet par ses usagers, la création d'un lien social autour d'une dynamique de projet, l'instauration d'une plus grande confiance réciproque entre les habitants et leurs élus, agissent durablement sur la responsabilisation des habitants et sur le mieux vivre ensemble[1].

La méthodologie de la maîtrise d'usage jette des passerelles entre ces 2 approches de la ville durable. Elle permet en particulier aux habitants, aux usagers de la ville, de s'investir dans un processus de coproduction de l'urbanité.

## Prix
- 1990 Prix du plus bel ouvrage de construction métallique[réf. souhaitée]
- 1990 Médaille d'argent de l'Académie d'Architecture[réf. souhaitée]
- 2005 Prix du Projet Citoyen[2]